# Pijący ptak

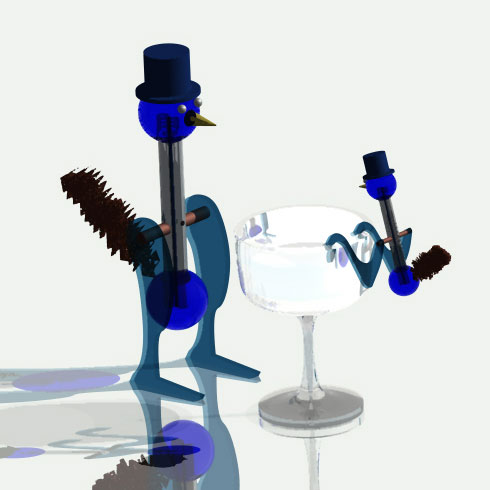
Dwa pijące ptaki (grafika 3D).

Pijący ptak – zabawkowy silnik cieplny, naśladujący ruchy ptaka pijącego wodę z fontanny lub innego zbiornika. Czasami błędnie określany jako perpetuum mobile.

## Konstrukcja
Pijący ptak składa się z dwóch szklanych kul połączonych rurą (imitującą ptasią szyję). Rura wnika do środka dolnej kuli, ale nie wchodzi w głąb górnej. Przestrzeń wewnątrz naczyń wypełnia zazwyczaj barwiony chlorek metylenu. W pozycji pionowej poziom cieczy w dolnej kuli jest na tyle wysoki, że dolny koniec rurki jest w niej zanurzony.
Z urządzenia wypompowywane jest powietrze, całość wypełniona jest więc oparami chlorku metylenu. Górna kula ozdobiona jest dziobem, papierowymi oczami i plastikowym cylindrem. Głowa i dziób pokryte są zazwyczaj filcowym materiałem. Do dolnej kuli przyczepione jest zielone piórko imitujące ogon. Do rury przyczepiona jest oś umożliwiająca obrót całej konstrukcji.
Pomimo że urządzenie jest zabawką, może być potencjalnie niebezpieczne. Wczesne modele wypełniane były substancjami palnymi. Współczesne konstrukcje wypełniane są niepalnym chlorkiem metylenu,  może on podrażniać płuca i skórę, jest też potencjalnie rakotwórczy. Nie powoduje to, że zabawka staje się niebezpieczna, należy jednak uważać, by jej nie stłuc, i nie zostawiać w pobliżu zwierząt lub małych dzieci.

## Prawa fizyki
Pijący ptak w ciekawy sposób demonstruje kilka praw fizyki, dzięki czemu może służyć jako pomoc naukowa przy nauczaniu fizyki. Do praw tych należą:
- rozkład Maxwella-Boltzmanna
- ciepło parowania i skraplania
- zależność ciśnienia pary nasyconej od temperatury
- moment obrotowy i środek masy

## Działanie
Pijący ptak jest silnikiem cieplnym, wykorzystującym różnice temperatur do zamiany energii cieplnej w różnicę ciśnień wewnątrz urządzenia w celu wykonania pracy. Jak każdy silnik cieplny, pijący ptak działa w cyklu termodynamicznym.
Kolejne etapy:
1. woda odparowuje z filcu, którym pokryta jest głowa
2. parowanie obniża temperaturę głowy (ciepło parowania)
3. spadek temperatury powoduje skraplanie oparów chlorku metylenu w głowie
4. konsekwencją niższej temperatury i skraplania jest spadek ciśnienia w głowie (prawo gazu doskonałego oraz zależność ciśnienia pary nasyconej od temperatury)
5. różnica ciśnień gazu pomiędzy głową a dolną kulą powoduje wypychanie cieczy z dolnej kuli w stronę głowy
6. gdy słup cieczy w szyi dociera do głowy, góra zabawki staje się cięższa i ptak przechyla się, zamaczając filc na głowie w wodzie i uzupełniając w ten sposób odparowaną wodę
7. jednocześnie, gdy ptak się przechyla, dolny koniec rurki tworzącej szyję wychyla się ponad powierzchnię płynu w dolnej kulce
8. następuje wyrównanie ciśnień gazu w obydwu kulach
9. ciecz przepływa pod własnym ciężarem z powrotem do dolnej kuli
10. ciężar cieczy w dolnej kulce przywraca ptaka do pozycji pionowej
11. ciecz w dolnej kulce ogrzewa się z powrotem od otaczającego kulkę powietrza, którego temperatura jest nieco wyższa, niż temperatura wewnątrz głowy ptaka i zabawka powraca do stanu wyjściowego.

Jeśli naczynie z wodą umieszczone jest tak, żeby dziób ptaka mógł nasiąkać wodą, ptak będzie działał do momentu, gdy woda w naczyniu będzie mogła wsiąkać w filc na głowie i dziobie. Ptak będzie się pochylał dopóki głowa będzie mokra lub dopóki do dolnej kulki będzie dostarczane ciepło – dzięki temu istnieje różnica temperatur napędzająca urządzenie.
Źródłem energii napędzającej zabawkę jest ciepło otaczającego ją powietrza, zaś niezbędna dla funkcjonowania silnika cieplnego różnica temperatur powstaje dzięki zjawisku parowania wody. Zabawka NIE jest perpetuum mobile. Zabawka nie będzie działała, jeżeli wilgotność powietrza w jej otoczeniu osiągnie 100%, ponieważ woda nie będzie wtedy parowała z filcu na górnej kuli i nie powstanie różnica temperatur.
Z prowadzonych badań wynika, że przepływ ciepła miał moc około 0,5 W, przy czym moc mechaniczna nie przekraczała 50 mikrowatów. Sprawność cieplna zabawki nie przekracza więc 0,01%.

## Historia
Pijący ptak został wynaleziony w 1945 roku przez Milesa V. Sullivana, a opatentowany w roku 1946. Sullivan był pracownikiem naukowym w Bell Labs w USA.